# Meister von Sankt Severin

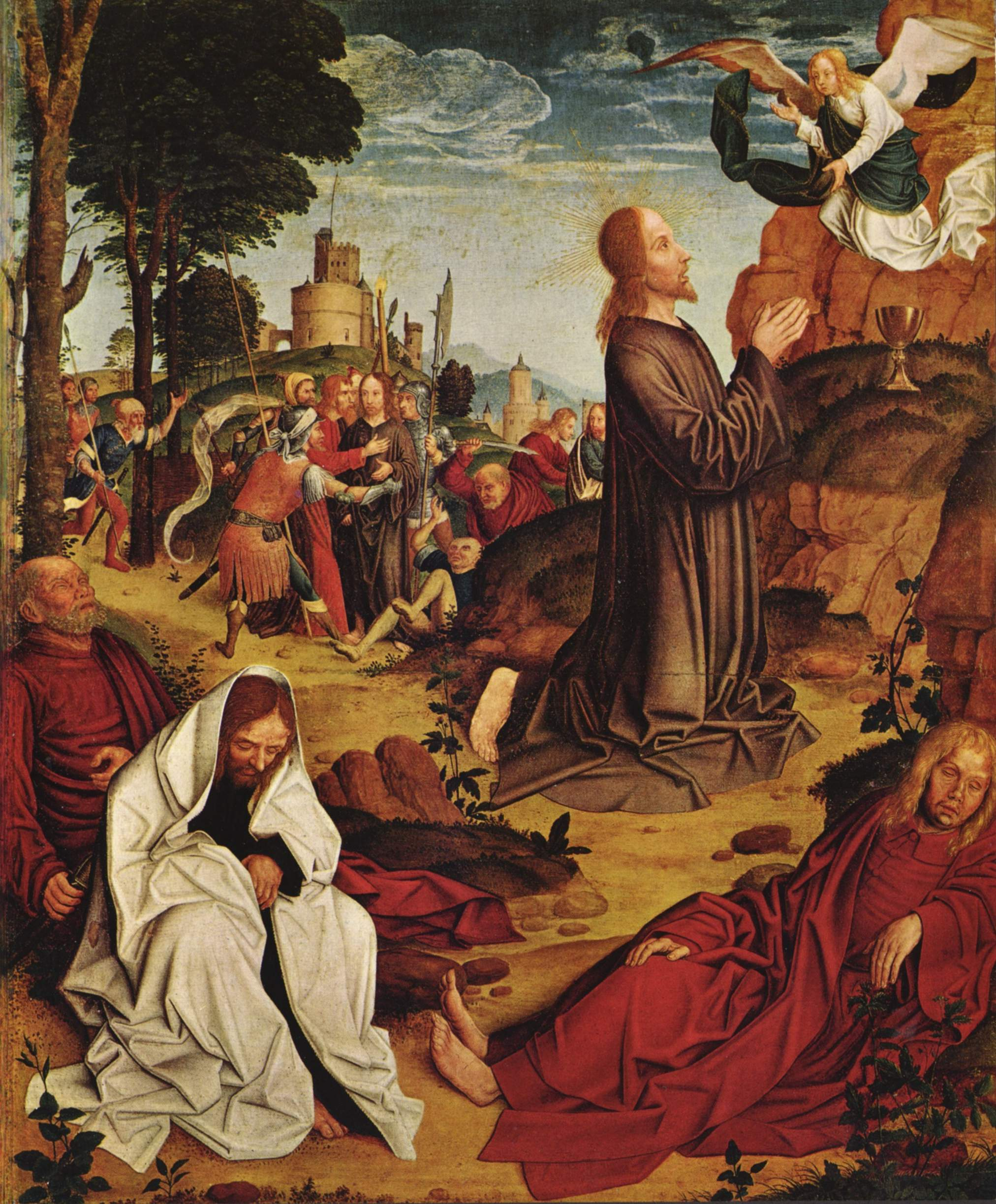
Meister von St. Severin: Passionsfolge, Szene: Christus am Ölberg, um 1500. München, Alte Pinakothek

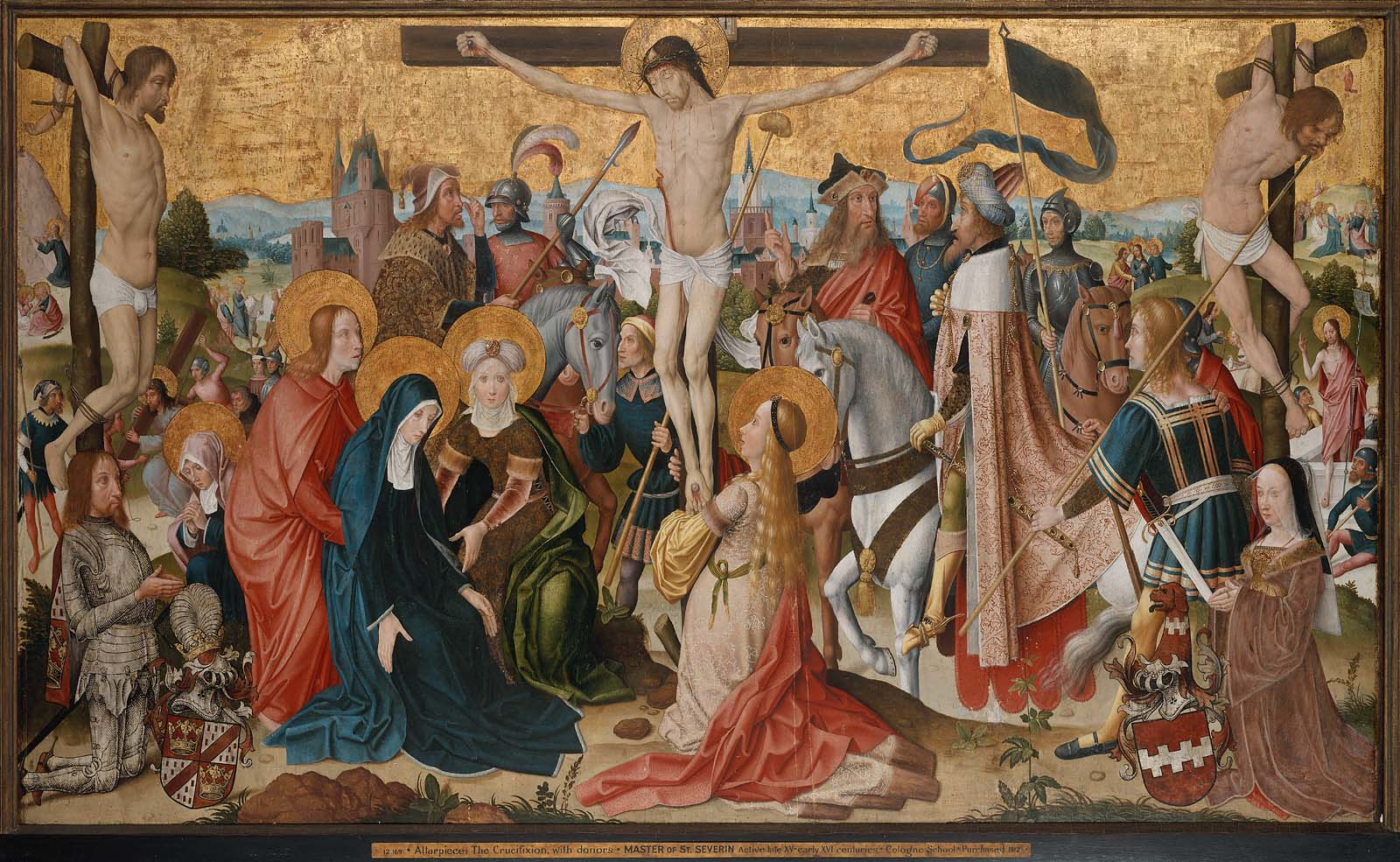
Meister von St. Severin: Kreuzigung Christi, um 1490. Boston, Museum of Fine Arts

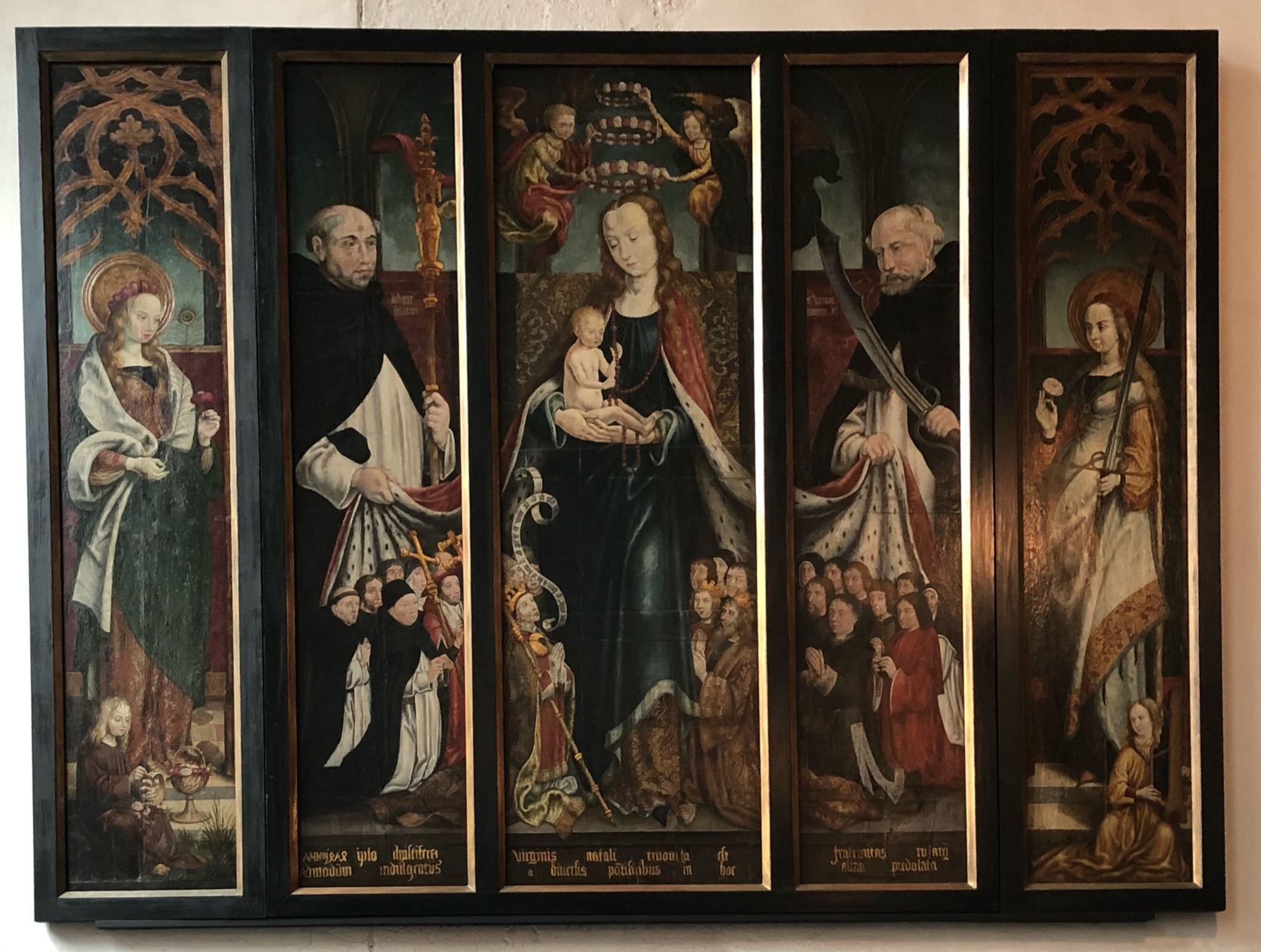
Meister von St. Severin: Altartafel der Rosenkranzbruderschaft, um 1500/10. Köln, St. Andreas

Der Meister von Sankt Severin war ein im Köln des Mittelalters bis um 1520 tätiger Maler der Spätgotik.
Da sein wahrer Name unbekannt ist, wird er nach dem von ihm stammenden Zyklus von 20 Bildern mit Darstellungen aus der Severinslegende benannt, der sich noch heute im Chor der Kölner Severinskirche befindet.

## Stil
Mit dem Meister des Aachener Altars und dem Meister der (Kölner) Ursula-Legende ist er ein Vertreter der niederländisch beeinflussten Spätzeit der Kölner Gotik und steht an der Schwelle zur Neuzeit der Malerei. Er war einer der letzten bedeutenden Vertreter der spätmittelalterlichen Maler, die in der Region bis ins zweite Jahrzehnt des 16. Jahrhunderts an den spätgotischen Traditionen der sogenannten Kölner Malerschule festhielten.

## Werke
- Zyklus vom 20 Bildern mit Darstellungen aus der Severinslegende. Köln, St. Severin
- Weltgericht, um 1488. Köln, Wallraf-Richartz-Museum WRM 183, 145,7 × 166,5 cm[1]
- Die Kreuzigung Christi mit Szenen aus dem Leben Johannes' des Täufers, um 1490. Boston, Museum of Fine Arts Inv. Nr. 12.169a–e, 128 × 216 cm (Mitteltafel)[2][3]
- Christus am Ölberg, Beweinung Christi, Himmelfahrt Mariens, um 1500. München, Alte Pinakothek Inv. Nr. WAF 649–651, 126,3 × 104,8 cm; 126,9 × 86,7 cm; 125 × 75 cm[4][5][6]
- Christus vor Pilatus, um 1500/05. Köln, Wallraf-Richartz-Museum WRM 185, 124,7–124,5 × 104,7 cm[7]
- Gregorsmesse, um 1500/05. Köln, Wallraf-Richartz-Museum WRM 868, Seidenmalerei, 19,5 × 19,4 cm[8]
- Anbetung der Könige, um 1505/10. Köln, Wallraf-Richartz-Museum WRM 3258, 57,2 × 50,7 cm[9][10]
- Altartafel der Rosenkranzbruderschaft (Schutzmantelmadonna mit Heiligen), um 1500/10. Köln, St. Andreas. 220 × 155 cm[11][12]
- Anbetung der Könige, um 1512–15. Köln, Wallraf-Richartz-Museum WRM 184, 120,2 × 205 cm[13]
- Die Heiligen Agatha und Cyprian und Die Heiligen Stephanus und Helena, Altarflügel eines ehemaligen Triptychon, um 1520. Köln, St. Severin, 126 × 70 cm[14][15]